# La piovra 3
La piovra 3 è la terza miniserie televisiva della più celebre saga della serie italiana, La piovra.
Miniserie in sette puntate per la regia di Luigi Perelli, è andata in onda la prima volta in Italia dal 6 aprile al 13 aprile 1987 su Rai 1 di domenica e di lunedì alle 20,30.
Tra gli interpreti Michele Placido, Giuliana De Sio, Lino Capolicchio, Marie Laforêt, Luigi De Filippo, François Périer, Alice Di Giuseppe, Cyrus Elias, Remo Girone, Pierre Vaneck, Alain Cuny, Francisco Rabal, Marcello Tusco, Nicola Di Pinto, Paul Guers ed Adalberto Maria Merli.
La prima televisiva italiana de La piovra 3, rispetto alla miniserie precedente, fa registrare un calo d'ascolti, sempre però molto alti: una media di oltre 12 milioni di telespettatori (46,11% di share).

## Trama
Il commissario Corrado Cattani, funestato dalla morte di sua moglie, di sua figlia e dei suoi amici per mano della mafia, è entrato in un grave stato di crisi perché le testimonianze da lui fornite ai giudici nel processo (che ha concluso il precedente capitolo) non hanno prodotto gli effetti auspicati: alcuni dei responsabili della morte della figlia Paola e della moglie Else che lui stesso aveva accusato - l'avvocato Terrasini e il professor Laudeo - sono stati condannati a pene molto lievi e sono ormai prossimi alla scarcerazione, mentre la contessa Olga Camastra è stata assolta per insufficienza di prove.
Grazie anche all'aiuto dell'abate Lovani, che lo accoglierà nel suo convento, Corrado cercherà di superare il grave stato di sconforto interiore, estraniandosi dal mondo, ma poi deciderà di ritornare nella mischia e di combattere la criminalità organizzata, invogliato da un agente statunitense della D.E.A.: Bert Di Donato.
Si trasferisce a Milano e comincia a indagare sulle vicende legate alla "Banca Antinari" che, secondo Bert, sarebbe invischiata in un losco affare di cui faceva parte anche Laudeo.
Dopo una serie di eventi, Corrado intraprenderà una storia con l'onesta giornalista Giulia Antinari, che lo presenterà alla famiglia, nella quale verrà a conoscenza di oscuri personaggi, primi fra tutti il direttore generale Dino Alessi, che si scoprirà facente parte di un'organizzazione occulta intenta al traffico clandestino di uranio verso il Medio Oriente organizzato da Nicola Antinari, e di Gaetano Cariddi, detto Tano, dapprima nelle vesti di aiutante dell'anziano proprietario della banca, il vecchio Antinari, e che alla fine tenterà la scalata al potere, sostenuto dalla Cupola siciliana.
Carlo Antinari, padre di Giulia e figlio di Nicola Antinari, verrà presto ucciso per non essersi voluto prestare al gioco diabolico impostogli da suo padre allo scopo di portare avanti l'accordo illecito del traffico di uranio, destinato a salvare la succursale della "Banca Antinari" di Hong Kong da una sicura bancarotta.
Tano ucciderà Dino Alessi su ordine del vecchio Antinari, che si scoprirà essere alleato della mafia, ben rappresentata da una vecchia conoscenza di Cattani: l'avvocato Terrasini, che ha appena finito di scontare la sua condanna.
Entrati in affari con Kemal Yfter, un trafficante d'armi internazionale, e con il professor Mattinera, un politico corrotto, Antinari e Terrasini arriveranno sul punto di realizzare il loro losco piano, ma saranno fermati proprio dal coraggio del commissario Cattani che, "in extremis", riuscirà a sventare l'affare criminale.
La vecchia Cupola, al termine di questo terzo episodio, subirà un colpo devastante: Nicola Antinari morirà suicida per non essere arrestato, Terrasini verrà ucciso da Tano su approvazione del boss mafioso conosciuto come U' Papa. Ciò metterà lo stesso Tano nelle condizioni di prendere il suo posto.
Kemal Yfter sarà arrestato, Mattinera assassinato dai sicari dopo esser stato scoperto da Cattani con l'aiuto del senatore Tarsoni, e la stessa sorte era già toccata a Laudeo, ucciso in carcere per impedire che potesse rivelare il piano a Cattani.
Una piena vittoria per il commissario Cattani, che però perderà l'amore di Giulia, destinata a tornare a Milano per guidare la banca, accompagnata da Tano, colui che da questo momento in avanti sarà il principale antagonista dei protagonisti della serie.